# Очерет, Михаил Иосифович
Михаил Иосифович Очерет (1926—1945) — участник Великой Отечественной войны, стрелок 990-го стрелкового полка, 230-й стрелковой дивизии, 9-го стрелкового корпуса, 5-й ударной армии, 1-го Белорусского фронта,
Герой Советского Союза, ефрейтор.

## Биография
Родился в семье служащего. Еврей. Окончил 7 классов. В РККА с 1943 года.
В действующей армии с октября 1944 года. На левом берегу Одера 8 февраля 1945 года в районе населённого пункта Карлсбизе (10 км восточнее города Врицен, Германия), когда танк противника приблизился к КП батальона, с гранатой бросился под танк и взорвал его. Ценою жизни способствовал выполнению боевой задачи. Звание Героя Советского Союза присвоено 31 мая 1945 посмертно. Награждён орденом Ленина.
Похоронен в населённом пункте Нёй-Левин (9 км восточнее города Врицен).

## Награды
Указом Президиума Верховного Совета СССР от 31 мая 1945 года за подвиг, совершённый на одерском плацдарме, ефрейтору Очерету Михаилу Иосифовичу посмертно присвоено звание Героя Советского Союза.

## Память
В Житомире на здании школы № 23 Герою установлена мемориальная доска.